# The Elder Scrolls IV: Oblivion
The Elder Scrolls IV: Oblivion (a menudo denominado simplemente como Oblivion) es un videojuego de rol de acción de mundo abierto desarrollado por Bethesda Game Studios y publicado por Bethesda Softworks y Take-Two Games Interactive, filial de 2K Games. Es la cuarta entrega de la serie The Elder Scrolls, después de The Elder Scrolls III: Morrowind.
Oblivion salió al mercado en marzo de 2006 para Microsoft Windows y Xbox 360. Una versión de PlayStation 3 fue lanzada en marzo de 2007 en América del Norte, y en abril de 2007 en Europa y Australia. Después de una serie de pequeños contenidos descargables, una importante expansión (Shivering Isles) fue lanzada. The Elder Scrolls IV: Oblivion Game of the Year Edition
En septiembre de 2007 fue lanzado un paquete que incluye las expansiones Shivering Isles y Knights of the Nine para Microsoft Windows, Xbox 360 y PlayStation 3, y en Steam en junio de 2009. Una edición del quinto aniversario fue lanzada en Estados Unidos en julio de 2011 y en Australia en septiembre de 2011. 
En PC el juego está disponible en inglés con subtítulos en español. En la versión NTSC de Xbox 360 y PlayStation 3 el juego se encuentra totalmente en inglés, mientras que en las versiones PAL el juego cuenta con subtítulos en español.
El 22 de abril de 2025 Bethesda publicó The Elder Scrolls IV: Oblivion Remasterizado para PC, PlayStation 5 y Xbox Series X y S una remasterización en motor Unreal Engine 5.

## Argumento

### Ambientación
Oblivion se desarrolla en la provincia de Cyrodiil, que se encuentra al suroeste de Morrowind, lugar de desarrollo de su antecesor. La región posee un clima muy variado, desde vastos bosques de coníferas repletos de flora y fauna, hasta zonas nevadas y frías, pasando por cordilleras y zonas pantanosas. En estas zonas se encuentran multitud de cuevas, ruinas, asentamientos y tierras cultivadas que dan vida a todo el territorio.
Para ciertas búsquedas, el jugador también podrá acceder a distintos planos de Oblivion, en una dimensión paralela a la región real, con una geografía completamente distinta: en todos ellos se observa un macizo rocoso sobre una base volcánica, con vegetación característica, y habitada por enemigos (principalmente Daedra). También existen ciertas localizaciones especiales a las que el jugador podrá acceder en ciertas misiones, además de las añadidas mediante las expansiones. 

#### Ciudades
- Ciudad Imperial: es la capital de la región de Cyrodiil, situada en una isla bastante grande situada en el Lago Rumare. Una característica de Ciudad Imperial son sus enormes murallas y la gran cantidad de murallas interiores que se hallan, ya que la ciudad está dividida en nueve distritos, cada uno tiene su propia muralla.
- Anvil: la ciudad portuaria de Anvil es un lugar muy importante, ya que ahí es donde llegan las embarcaciones de todos los lugares. No es muy grande, pero cuenta con un pequeño lago interior. La ciudad tiene dos partes, la parte de la ciudad y la zona del puerto.
- Chorrol: ciudad al noreste de Cyrodiil de tamaño medio. No toma gran importancia en la historia principal. Es sede del Gremio de Luchadores.
- Skingrad: localizada entre la ciudad Imperial y Kvatch, en esta ciudad vive gente muy rica. El conde Janus Hassildor es un gran aliado del Gremio de Magos.
- Kvatch:Toda la ciudad fue destruida y muy pocos quedaron vivos, estos se instalaron a las afueras de la ciudad.
- Bruma: está al norte de Cyrodiil, su población es mayoritariamente de nórdicos. Esta ciudad es de gran importancia para la historia principal del juego.
- Cheydinhal: situada en el este de la región, muy cerca de la frontera de Morrowind, por lo que su población es mayoritaria de elfos oscuros y algunos orcos. Aquí reside el templo principal de la Hermandad Oscura.
- Bravil: está al sur de la provincia, Es una ciudad poco importante y pequeña.
- Leyawiin: ciudad al sur de Cyrodiil. Tiene grandes edificios, además aquí está la Compañía Blackwood. La mayor población de Leyawiin son argonianos y khajiits al estar entre las provincias de estas dos razas.

## Sistema de juego
Se trata de un sistema de mundo abierto, siguiendo las directrices de las anteriores entregas: el jugador, después de superar una misión introductoria, escapa de su cautiverio, a partir de ahí es totalmente libre. De esta forma el jugador posee multitud de alternativas desde el principio: dispone de un importante abanico de misiones, entre las que se distingue un hilo argumental principal, más largo y elaborado, varios hilos secundarios, normalmente relacionados con las facciones, de similar extensión aunque con menor peso en la trama, y multitud de pequeños encargos que irán surgiendo a medida que el jugador conversa con los PNJs del juego.
En cuanto a la perspectiva, se puede jugar en primera o tercera persona. Prácticamente desde el principio, el jugador puede interactuar con gran parte de los objetos del juego, y visitar cualquier localización existente, y de esta forma mejorar sus habilidades, visitar nuevos lugares en busca de tesoros o campar a sus anchas por las ciudades. Para fomentar y facilitar este cometido, Bethesda ha introducido algunas novedades en este aspecto: ahora el jugador tiene la posibilidad de viajar instantáneamente a cualquier localización que haya visitado anteriormente, sin coste alguno, desde la interfaz de mapa; también ha puesto a disposición de los jugadores un conjunto de monturas para poder viajar a mayor velocidad por el entorno. 
Buena parte del videojuego se basa en la batalla con diversos enemigos, desde ratas de alcantarilla hasta grandes golems. Hay multitud de tipos de armas y armaduras, cada una de ellas adaptada a un estilo de combate: cuerpo a cuerpo, a distancia o mágico. Con el objetivo de mantener constantemente balanceado el videojuego, sea cual sea el nivel del jugador, Bethesda introdujo el sistema de autonivel: todos los enemigos y probabilidades de obtención de objetos cambian con el nivel del personaje, por tanto el jugador encontraría en niveles más altos enemigos más fuertes y mejores objetos. 
El sistema de elección del personaje no ha cambiado sustancialmente. Durante la misión introductoria, el jugador deberá introducir toda la información pertinente sobre su personaje: nombre, raza, clase y constelación. Existen diez razas disponibles, cada una de ellas con habilidades orientadas a un cierto estilo de combate: bretones y Altmer (magia); Dunmer, guardias rojos, imperiales, nórdicos y orcos (combate); Bosmer y khajitas (sigilo), y argonianos, válidos para magia y sigilo. La clase define los atributos y habilidades finales del jugador; dependiendo del personaje, hay multitud de clases a elegir, aunque el jugador puede crear la suya propia. Por último, la constelación otorga una habilidad especial, como un hechizo o una bonificación permanente. 
También se mantiene sin cambios el sistema de evolución de Morrowind. Las características del jugador están definidas mediante las habilidades y los atributos. Las habilidades marcan la soltura del personaje en cada uno de los 21 campos existentes, se entrenan mediante su práctica, otorgando bonificaciones especiales cada 25 mejoras. Por su parte, los atributos muestran parámetros más generales, existen ocho: fuerza, inteligencia, voluntad, agilidad, velocidad, resistencia, personalidad y suerte; estos a su vez definen una serie de parámetros como la vida y la magia máximas, el aguante o el peso máximo cargable. Durante la elección de clase, el jugador elige cuáles van a ser sus habilidades principales. Cuando estas habilidades se mejoran en 10 ocasiones, se podrá subir de nivel. El jugador podrá definir cómo desarrollar sus atributos. Dependiendo del crecimiento de las habilidades, los atributos podrán crecer en mayor o menor medida. 

### Género
Se podría decir que Oblivion es un videojuego de rol, aunque probablemente sea más apropiado decir que es la aventura y la acción de rol, ya que contiene el clásico rol y también mucha acción y aventura. Está ambientado, al igual que en los demás juegos de The Elder Scrolls, en el continente ficticio de Tamriel (planeta Nirn), concretamente en la provincia de Cyrodiil. Este mundo imaginario está ambientado en la época del medievo, aunque incluye magia y criaturas mitológicas tales como minotauros, troles, trasgos, ogros esqueletos etc

### Razas
Las razas son las distintas civilizaciones o criaturas que viven en Tamriel. Al principio del juego se debe elegir una de las diez razas disponibles.
| Raza                   | Descripción                                                                                              | Bono | Dones                                                                                                   | Tipo                 |
| ---------------------- | --- | --- | --- | -------------------- |
| Argoniano (Animal)     | Reptiles muy misteriosos, se mueven bien en tierra como en agua, ágiles, y astutos.                      | Alquimia +5, ilusión +5, mano a mano +5, armas de hoja +5, seguridad +10, misticismo +5, atlétismo +10.          | Inmune al veneno, resiste enfermedades, respira bajo el agua.                                           | Tipo Mágico/sigilo   |
| Bretón (Humano)        | Unidos a la naturaleza y las fuerzas mágicas, buenos exploradores, y hechiceros.                         | Alquimia +5, alteración +5, ilusión +5, conjuración +10, misticismo +10, restauración +10                        | Resistencia a la magia, piel de dragón, se fortalece el uso de la magia.                                | Tipo Mágico          |
| Alto Elfo (Elfo)       | De cuerpo intermedio, muy inteligentes, y sociables, se destacan como comerciantes y magos.              | Alteración +10, conjuración +5, ilusión +5, alquimia +5, destrucción +10, misticismo +10.                        | debilidad a fuego, escarcha y descarga, resistente a enfermedad , puño se fortalece el uso de la magia. | Tipo Mágico          |
| Elfo del Bosque (Elfo) | Pequeños, ágiles, rápidos, curiosos, son los mejores arqueros, y son exploradores, ladrones, agitadores. | Acrobacia +5, alquimia +10, armadura ligera +5, sigilo +10, alteración +5, tirador +10.                          | Lengua de bestia, resistencia a las enfermedades.                                                       | Tipo Arquero         |
| Elfo Oscuro (Elfo)     | Fuertes, ágiles, fieros, buenos guerreros y magos. Se los llama Dummer.                                  | Atlétismo +5, armadura ligera +5, armas de hoja +10, tirador +5, misticismo +5, destrucción +10, armas romas +5. | Resistencia al fuego, Guardián antiguo.                                                                 | Tipo Guerrero/Mágico |
| Guarda Rojo (Humano)   | Rápidos, astutos, exploradores y aventureros, excelentes combatientes.                                   | Atlétismo +10, armas romas +10, armadura pesada +5, armas de hoja +10, armadura ligera +5, mercantil +5.         | Resistencia al veneno y la enfermedad, ráfaga de adrenalina.                                            | Tipo Guerrero        |
| Imperial (Humano)      | Cultos, astutos, disciplinados, buenos comerciantes. Son la raza dominante en el mundo.                  | Armas de hoja +5, mano a mano +5, armadura pesada +5, armas romas +5, mercantil +10, elocuencia +10.             | Estrella del oeste, Voz del emperador.                                                                  | Tipo guerrero        |
| Khajita (Animal)       | Son varios tipos desde el atrigrado, al más parecido al jaguar, ágiles, acróbatas, y muy feroces.        | Atlétismo +5, mano a mano +10, armadura ligera +5, seguridad +5, sigilo +5, armas de hoja +5, acrobacia +10.     | Ojo del miedo, Ojo de la noche.                                                                         | Tipo Sigilo          |
| Orco (Elfo)            | Brutales, resistentes, inmejorables armeros.                                                             | armas romas +10, armero +10, bloqueo +10, armadura pesada +10, mano a mano +5.                                   | Resistentes a la magia, berserker.                                                                      | Tipo Guerrero        |
| Nórdico (Humano)       | Rebeldes y brutales, son excelentes guerreros y exploradores.                                            | Armadura pesada +10, armas de hoja +10, armero +5, bloqueo +5, armas romas +10, restauración +5.                 | Resistente al frío, hierba pastel, escarcha nórdica.                                                    | Tipo Guerrero        |

### Facciones
Los gremios son facciones u organizaciones donde la gente se puede unir y participar. Cada gremio tiene sus propósitos, sus leyes y su maestro o jefe. Cada gremio tiene distintas sedes repartidas por todo Cyrodiil. En total se hallan 4 gremios principales:
- Gremio de Luchadores: se encarga de acabar con ciertos seres hostiles que ataquen a gente inocente que les pida ayuda. Para entrar el jugador no debe ser buscado por guardias. Si es expulsado del Gremio, se le pedirán grandes cantidades de partes de monstruos. Si es el maestro, habrá un cofre donde cada mes aparecerá algo dependiendo del nivel, ya sea oro o armas potentes y mágicas.
- Gremio de Magos: su líder en Cyrodiil es el Archimago Traven. Está formado por el Concilio Mágico y los demás magos. El jugador puede crear conjuros y poner magia a sus armas, ropa, objetos o armaduras. El Gremio de Magos tiene la sede en la ciudad Imperial en la Universidad Arcana y tiene edificios en cada ciudad de Cyrodiil.
- Gremio de Ladrones: todos sus miembros siguen a su líder (Grey Fox). Para unirse al gremio, el jugador deberá haber cometido delitos de robo, lo cual desbloqueará a un mensajero que le ofrecerá unirse. También puede unirse obteniendo información del Zorro Gris (Grey Fox) de los mendigos a través de la persuasión.
- Hermandad Oscura: está constituida en su totalidad por asesinos a sueldo, los cuales, a su vez, son regidos por la Mano Negra (Black Hand), y esta última, siguiendo las órdenes de la Madre Noche (Night Mother) y el Dios Sithis. Los miembros de La hermandad oscura se encargan de realizar todas aquellas misiones que les son suministradas por la Black Hand, sin hacer preguntas y sin remordimiento. Se encargan de llevar a cabo las ejecuciones que les son solicitadas, la mayoría no conoce realmente qué hay más allá de la Mano Negra y no saben si la Madre Noche existe.
- Otras facciones: el jugador también puede unirse a otras facciones, como la compañía Blackwood (competencia del Gremio de Luchadores, únicamente como espía), la arena, los cuchillas, la Orden del Dragón, la Mano Oscura (continuación de la Hermandad Oscura), la Orden De la Sangre Virtuosa, etc.

## Desarrollo

### Expansiones
Han sido lanzados un total de ocho contenidos descargables para el juego. Dos de ellos son considerados expansiones, debido a su duración y magnitud de los cambios introducidos, los demás añaden nuevos objetos, lugares y funcionalidades. 

#### Caballeros de los Nueve (Knights of the Nine)
Esta es la primera expansión de Oblivion. Ofrece al menos de 3 a 4 horas más de juego. Trata de un ataque a la capilla de Anvil que ocurrió y que el jugador deberá investigar, ahí encontrará a un Profeta. A partir de ahí la misión del jugador consistirá en investigar una misteriosa orden de antaño llamada "los caballeros de los nueve" encargados de custodiar las reliquias sagradas del cruzado de los dioses Pelinal Withestrike, el jugador deberá averiguar la localización de cada una de las reliquias para obtener el favor de los dioses, preparándolo para la batalla con el antiguo enemigo de Pelinal: Umaril el impetuoso.

#### Shivering Isles
Es la segunda expansión de Oblivion. Esta expansión tiene de 30 horas más de juego. Shivering Isles es la tierra de Sheogorath, príncipe daédrico de la locura. Está dividida en Mania y Demencia, representando las dos caras de Sheogorath, la demente y la maníaca. En Shivering Isles puedes encontrar mucha gente procedente de Cyrodiil.

#### Otroscontenidos descargablesoficiales
- Horse Armor Pack: se otorga la posibilidad de comprar una armadura para los caballos.
- The Wizard's Tower: un pariente lejano te hereda Frostrag Spire, una torre de hechicería y es el punto más alto de Cyrodiil. Localizándose en las montañas heladas, se puede ver Bruma, la Ciudad Imperial y Cheydinhal desde su punto más alto. Aquí puedes crear hechizos y encantar objetos. Tiene un jardín botánico con toda clase de plantas (de Oblivion y Cyrodiil) y puedes tener un Atronach para cuidarte (de fuego, trueno o hielo). Al igual que todas las casas, debes comprar los muebles.
- The Orrery: Bothiel te necesita para reconstruir el Planetario (Orrery en inglés) en la Universidad Arcana de la Ciudad Imperial, para esto te pide ciertos objetos que se encuentran en pequeños asentamientos alrededor de Cyrodiil.
- The Thieves Den: Una cueva debajo del castillo de Anvil tiene un barco perdido. Debes matar a los ocupantes actuales que no son muy amistosos y recobrar vida en el lugar. Al igual que una casa, debes comprar muebles.
- Spell Tomes: Esta descarga agrega libros de hechizo al juego; cada libro te enseña un hechizo diferente (independientemente de tus niveles) y se pueden encontrar en cofres, cajas, y enemigos muertos.
- Estos contenidos descargables no están disponibles en la versión de PlayStation 3 en ninguna de las versiones lanzadas ni en PlayStation Store.

## Recepción
The Elder Scrolls IV: Oblivion recibió criticas muy postivias de la critica especializada.

## Nueva versión
En el año 2025 se liberó una nueva versión del videojuego, llamado The Elder Scrolls IV: Oblivion Remasterizado.